# Vallø Stift
Stiftelsen Vallø Stift er oprettet som ejer af grevskabet Vallø med underliggende hovedgårde. Vallø Stift blev 28. november 1737 indrettet som kongelig frøkenstift for fyrstelige, grevelige og adelige personer. Stiftelsen, der er en stor lokal jordbesidder, indviedes 14. maj 1738, og dronning Sophie Magdalene forbeholdt sig overtilsynet til sin død (1770).

## Grevskabet
Grevskabet Vallø blev oprettet i 1713 af kong Frederik 4. til Dronning Anna Sophie. Efter kongens død 1730 måtte hun imidlertid afstå de fleste af sine ejendomme – herunder Grevskabet Vallø – til Kronen.

## Vallø Stift
Vallø blev det følgende år skænket til Dronning Sophie Magdalene, der ved fundats af 28. november 1737 oprettede det nuværende stift, bestemt for ugifte damer af dansk adel. De boede på Vallø Slot.
Til formålet blev Vallø Slot udvidet med en ny bygning i barokstil tegnet af Lauritz de Thurah og opført 1736-38. Den blev i 1764-65 forhøjet med en etage af Georg David Anthon. Bygningen brændte ligesom resten af slottet i 1893, men blev genopført af Hans J. Holm.
Abbedissen skulle være af fyrstelig byrd, mens dekanessen skulle være adelig. Abbedissen havde patronatsret (jus vocandi) over de 17 kirker, som hørte under stiftet, og kunne således udpege sognepræsterne. I 1810 blev abbedisseembedet afskaffet, og dekanessen blev leder af stiftet.

## Ledere af Vallø Stift
- 1738-1743 Abbedisse Frederikke, hertuginde af Württemberg-Neuenstadt.
  - 1738-1757 Dekanesse Beate Henriette af Reuss-Lobenstein (1696-1757, født von Söhlenthal).
- 1748-1782 Abbedisse Louise Sophie Frederikke af Slesvig-Holsten-Sønderborg-Glücksborg (1709-1782).
  - 1758-1768 Dekanesse Anna Margrethe Schmettau (1685-1768, født Brandt).
  - 1773-1776 Dekanesse Margrethe Marie Thomasine Numsen (1705-1776, født von Ingenhaeff).
  - 1776-1785 Dekanesse Eleonore Louise Caroline Knuth (1728-1785, født von Moltke).
- 1782-1810 Abbedisse Sophie Magdalene af Slesvig-Holsten-Sønderborg-Glücksborg.
  - 1785-1793 Dekanesse Sophie Louise Holck-Winterfeldt (1736-1793, født Ahlefeldt).
  - 1793-1798 Dekanesse Marie Elisabeth Moltke (1742-1798, født Rosenkrantz).
  - 1799-1809 Dekanesse Charlotte Elisabeth Henriette Holstein (1799-1809, født zu Inn- und Knyphausen).
- 1810-1811 Dekanesse Henriette Sophie von Düring (1752-1819, født von Rheder).
- 1811-1839 Dekanesse Lucie Charlotte Sehestedt Juul (1765-1839, født Scheel).
- 1840-1865 Dekanesse Margrethe Vilhelmine von Schmettau (1780-1865, født von Stemann).
- 1865-1893 Dekanesse Sophie Amalie Bardenfleth (1810-1893, født von Schmettau).
- 1893-1904 Fungerende dekanesse Marie Winfrida Bangeman Huygens (1893-1904).
- 1904-1908 Fungerende dekanesse Juliane Pauline Sofie komtesse Knuth.
- 1908-1921 Fungerende dekanesse Karen Elisabeth Marie Christine Wichfeld.
- 1921-1932 Dekanesse Anna Sophie Margrethe Emanuella Sponneck (1859-1932, født Brockenhuus-Schack).
- 1932-1943 Dekanesse Margrethe Caroline Augusta Julie Danneskiold-Samsøe (1867-1943, født Iuel-Brockdorff).
- 1943-1946 Fungerende dekanesse L.H. de Seréne d'Acqueria (1867-1949).
- 1946-1948 Dekanesse E.T. Moltke (1869-1948, født komtesse Danneskiold-Samsøe).
- 1948-1965 Dekanesse Benedicte Moltke (1893-1986, født komtesse Knuth).
- 1965-1968 Dekanesse Edele Sophie Charlotte Elisabeth Ahlefeldt-Laurvig (1893-1984, født Cederfeld de Simonsen).
- 1968-1994 Fungerende dekanesse Ella Adelaide Wichfeld (1898-2001).
- 1994-2009 Dekanesse Beke Reventlow (født 1921, født komtesse Ahlefeldt-Laurvig).
- 2009- Dekanesse Marianne Elisabeth Bardenfleth (født 1953).